# Кьярамонте

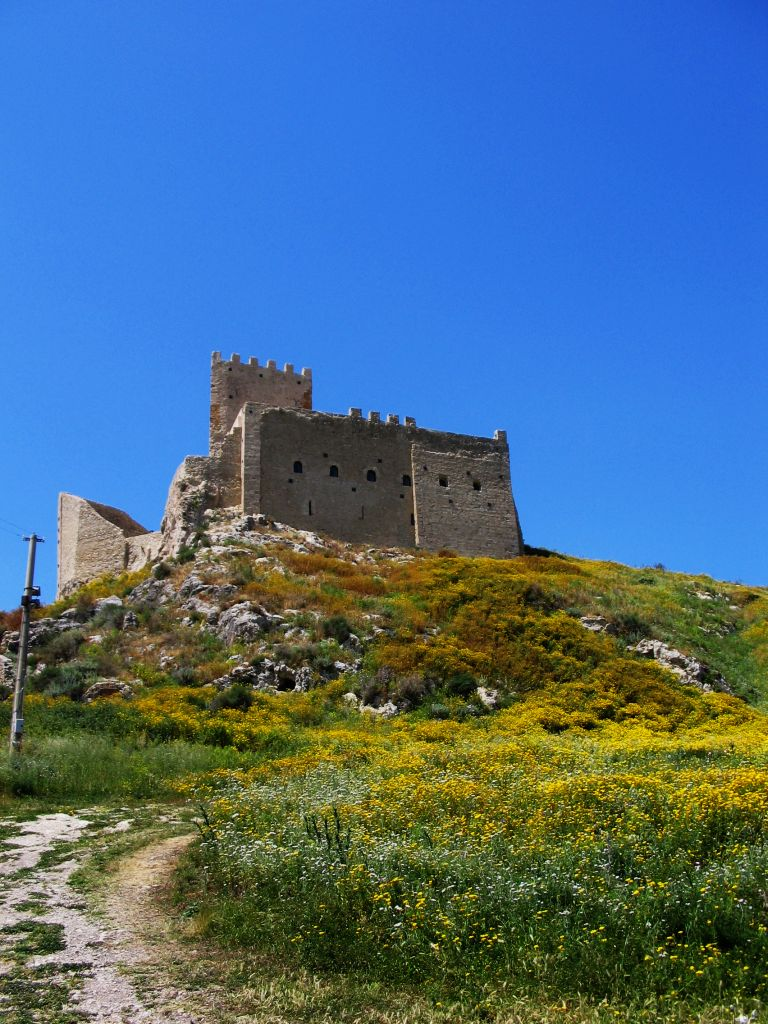
Замок Кьярамонте возле Пальма-ди-Монтекьяро

Кьярамонте (итал. Chiaramonte) — дворянское семейство Сицилии, претендовавшее на происхождение от Карла Великого; было наиболее мощным и богатым семейством Сицилии. В XIII веке брак Манфреда Кьярамонте и Изабеллы Моска привёл к слиянию графств Модика и Рагуза. Примерно в 1307—1320 пара построила фамильное гнездо — замок Палаццо Кьярамонте в Палермо.

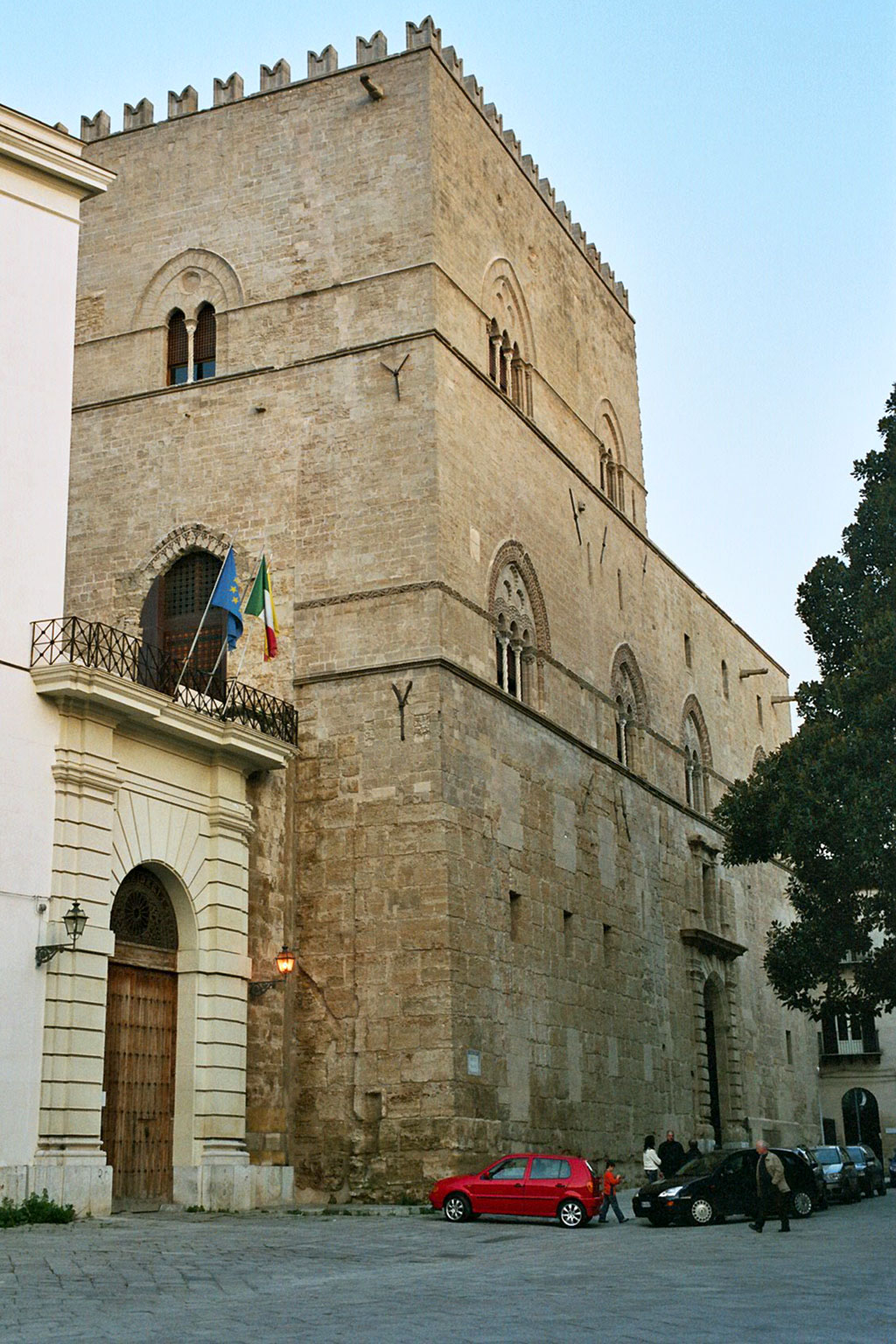
Палаццо Кьярамонте, Палермо

Семья была сильнейшей на Сицилии до казни в 1392 году Андреа Кьярамонте, 8-го графа Модики, который защищал Палермо против Мартина I. Казнь состоялась 1 июня 1392 года перед Палаццо Кьярамонте, который был переименован в Палаццо Стери.
Дворец стал резиденцией Бланки Наваррской и Мартина I, потом — испанских губернаторов, а затем — тюрьмой инквизиции. Стиль норманнской готики, в котором был выстроен замок, впоследствии был воспроизведён в строениях по всей Сицилии и стал известен как «Стиль Кьярамонте».
Имя «Кьярамонте» может быть обнаружено сегодня во многих названиях на Сицилии — к примеру, в названиях городов Киарамонте-Гульфи (провинция Рагуза) и Пальма-ди-Монтекьяро (провинция Агридженто). Недалеко от последнего находится замок, построенный в 1358 году Федериго III Кьярамонте, графом Модики.